# 戦利艦

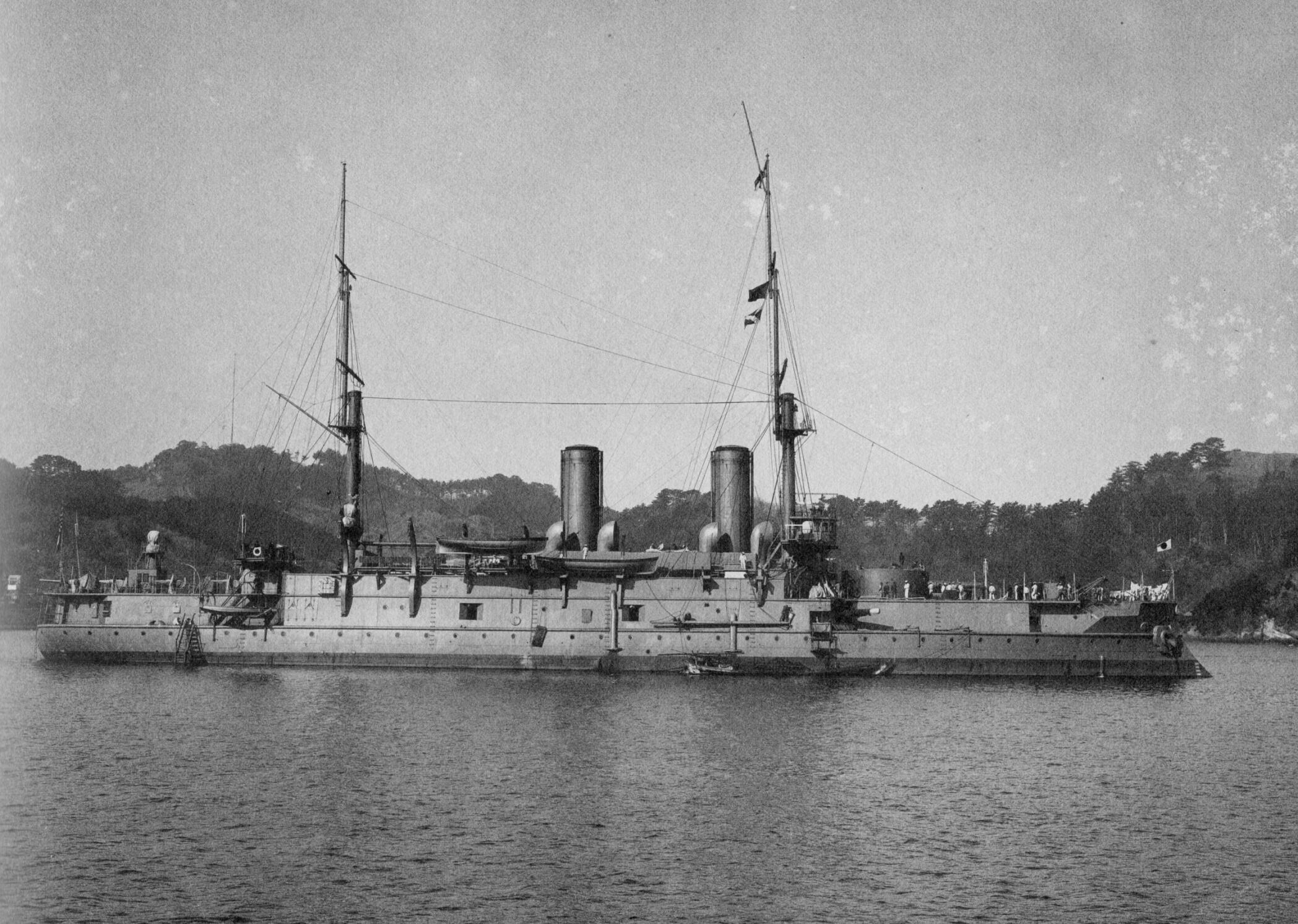
日露戦争中に大日本帝国海軍がロシア海軍から捕獲した「インペラートル・ニコライ1世」。日本海軍編入後は「壱岐」と改名された。

戦利艦（せんりかん）とは、戦争期間中に捕獲した軍艦、または戦争終結後に賠償として獲得した軍艦。それぞれ捕獲艦、賠償艦という。

## 概要
戦利艦を獲得する行動は古代からある。帆船時代の海戦時においては、捕獲した敵艦を売り払った収入が艦隊乗組員に還元されるシステムであったため、敵艦を撃破したり沈没に追い込むのと同程度に重視されていた。近代以降の戦争期間中においては、機密保持のための自沈や、大損害を蒙って沈没するケースが多く、艦体を確保するのは困難である。そのため、捕獲艦を得ることができれば、情報を得るうえでも、その価値は高いものとなっている。
また、戦利艦は、自国の海軍に編入し、直接的な戦力として利用する場合もある。このケースは戦争期間中、戦争終結後の両方の場合とも見られる。もっとも、敵艦は自国海軍との各種規格が異なることがあるため、必ずしも有効利用できたわけではない。
例えば、日清戦争後に日本海軍が清より捕獲した「鎮遠」などは、日露戦争にも使用されたほか、太平洋戦争時に日本がアメリカから捕獲した「ウェーク」は、日本を経て中華民国、そしてその後は中華人民共和国でも使用されるなど、有効利用されたケースとなった。しかし、第一次世界大戦や第二次世界大戦後に敗戦国が賠償艦として手放した艦艇は、各種規格が異なる上に、大戦終結による戦勝国の艦船の余剰を受けて、標的艦として処分されたりスクラップとして解体されたものも多い。ただし、連合国でありながら、壊滅的打撃を受けたフランス海軍など、ヨーロッパの海軍ではとくにドイツ海軍の艦艇が運用されるケースもあった。

## 捕獲艦
戦争期間中に敵艦を捕獲できれば、単に敵国の戦力を減少させるのみにとどまらず、敵国の使用している暗号書の獲得、技術力に関する情報を得られ、且つ、味方の士気向上が望めるなど、大きな影響がある。一方で、捕獲した敵艦に戦局を左右する重大な情報を見出した場合は、ことに、暗号をはじめとする情報漏洩が察知されぬよう捕獲した事を徹底的に隠蔽する場合もある。例えば、アメリカ海軍は第二次世界大戦中にドイツの潜水艦（Uボート）「U-505」を捕獲し、そこから暗号を始めとする多くの情報を引き出すことができた。
捕獲された結果、軍事上の機密情報のみならず、搭載している各種武器なども敵国に渡ることになるため、それを避けるために自沈させることも多い。第二次世界戦中の1942年に日本軍がイギリス領香港を占領した際に、イギリス海軍は日本軍による捕獲を防ぐために防潜網敷設艇「バーライト」を自沈させた。また、1942年8月に行われた南太平洋海戦において、日本軍の攻撃を受け航行不能となり総員が退去したものの、自沈できなかったアメリカ海軍の正規空母「ホーネット」を日本海軍が捕獲しようとしたものの、これを恐れたアメリカ海軍が撃沈を試みた例がある（最終的に撃沈に失敗し、日本海軍艦艇により撃沈された）。
なお、近代以降の戦争における捕獲状況は多様であるが、戦闘中に洋上において捕獲されるケース、第二次世界大戦時に日本海軍がスラバヤにおいて捕獲したアメリカ海軍の駆逐艦「スチュワート」や、同大戦末期にドイツの降伏に伴い日本軍がペナンで捕獲、接収したUボート「U-195」のように、港湾において停泊中に捕獲されるケースなどがある。

### 主な捕獲艦の例
大日本帝国
- 鎮遠・済遠・広丙
日清戦争末期、威海衛にて捕獲した。
- 丹後・相模・宗谷 
ロシア帝国海軍艦艇を日本海海戦で捕獲し、転用したもの。戦後返還。
- 五百島・八十島・阿多田
日中戦争において長江において撃沈されたものを浮揚し修繕後編入。阿多田（逸仙）は戦後返還。
- 第百二号哨戒艇・多多良
太平洋戦争緒戦にアメリカ海軍から捕獲。戦後返還。
- 第百一号哨戒艇
太平洋戦争緒戦にイギリス海軍から捕獲。戦後返還。
- 第百六号哨戒艇
太平洋戦争緒戦にオランダ海軍から捕獲。戦後返還
- 鳴海 (砲艦)・興津 (砲艦)・伊号第五百三潜水艦・伊号第五百四潜水艦
太平洋戦争時にイタリア海軍から捕獲。
- 伊号第五百一潜水艦・伊号第五百二潜水艦・伊号第五百五潜水艦・伊号第五百六潜水艦
太平洋戦争時にドイツ海軍から捕獲。

 アメリカ合衆国
- U505 
第二次世界大戦中にドイツ海軍から捕獲。

 ドイツ国
- アウダーチェ
イタリア降伏時に捕獲。

 中華人民共和国
- 重慶・南昌・瑞金・太原
国共内戦において捕獲。

 チリ
- ワスカル
太平洋戦争において、ペルー海軍から捕獲した。

## 賠償艦

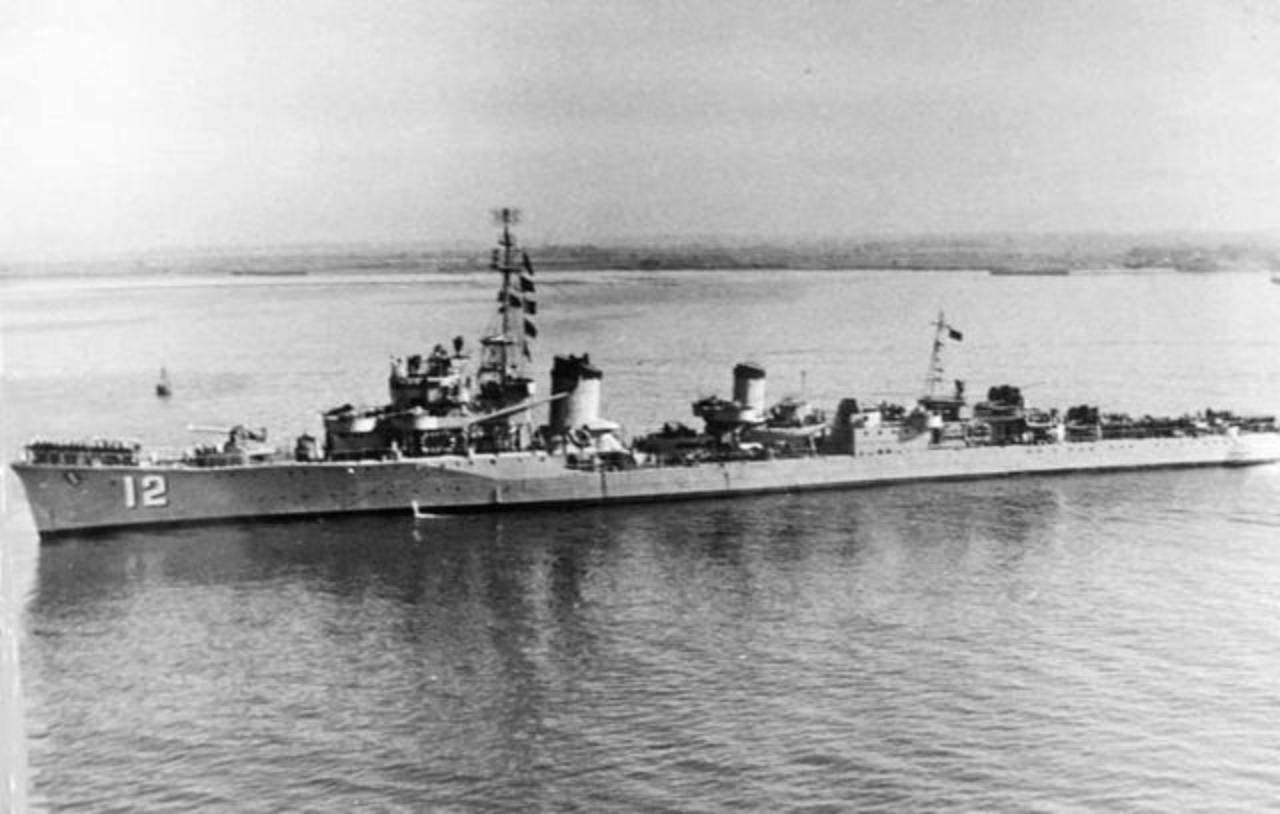
中華民国海軍の丹陽号駆逐艦

戦争後に戦利艦が得られる場合がある。これは、戦争後に戦勝国と敗戦国の間で行われた賠償交渉の結果、賠償の一部として戦勝国へ引き渡されるものである。
賠償艦が戦後に戦勝国の海軍に編入され有効活用された例として、第二次世界大戦後に日本海軍はイギリスやアメリカ、中華民国やソビエト連邦などに賠償艦として多数の船艇を引き渡したが、ソ連には駆逐艦6隻、水雷艇1隻、海防艦17隻、輸送艦2隻、掃海艇1隻、掃海特務艇3隻など計34隻を引き渡し、その後もその多くが何らかの用途でソ連海軍で使用された。また駆逐艦「雪風」は中華民国に引き渡されて丹陽号と命名され、中華民国海軍旗艦として活躍した。
編入されなかった例としては、第一次世界大戦において日本海軍が敗戦国のドイツ海軍より「UC99」など多数の潜水艦を賠償艦として獲得したが、規格が合わないことなどからそのほとんどが編入されず実験艦として使用された。また第二次世界大戦後にアメリカに賠償艦として引き渡された戦艦「長門」と、巡洋艦「酒匂」は、核実験クロスロード作戦の標的艦としてビキニ環礁にて沈没した。
なお賠償艦として引き渡されるのは敗戦後のため、捕獲艦のように自沈を試みる例は少ないものの、第一次世界大戦後においては、ドイツ大洋艦隊の大型艦艇がイギリスのスカパ・フローに集められていたが、賠償艦として連合国に引き渡されるのを防ぐために、集団で自沈したという事件もあった。
戦後しばらくして引き渡し先の意向で返還される例もある（例：ソ連海軍からルーマニア海軍へ返還されたマラシュティ級駆逐艦二隻及びレジェーレ・フェルディナンド級駆逐艦二隻）。